# 플랜드페런트후드 대 케이시 사건
플랜드페런트후드 대 케이시 사건(Planned Parenthood v. Casey)은 미국 연방대법원의 판례이다. 로 대 웨이드 사건에서의 삼분법 기준을 이 사건에서 폐기하였다. 이는 의학 기술의 진전에 따라 생존가능성에 대한 종전의 기준(임신 3분기에서부터 생존가능성이 있다고 본 것)이 현실에 부합하지 않기 때문이다. 연방대법원은 이 판결에서 태아의 자궁밖 생존가능성이 있기 이전에는 여성의 권리가 태아의 권리에 우선한다고 하면서 생존가능성 이전의 낙태에 대해 ‘부당한 부담’을 부과하지 못하도록 했다. 생존가능성 후의 낙태는 금지할 수 있되 여성의 생명과 건강을 위해 필요한 경우에는 낙태를 허용하도록 했다.

## 참고 문헌
- 국민일보-낙태 논쟁의 본질[깨진 링크(과거 내용 찾기)]